# Lorraine Desmarais
 (février 2025).
Pour les articles homonymes, voir Desmarais.
Lorraine Desmarais, née le 15 août 1956 à Montréal, est une pianiste de jazz et compositrice québécoise.

## Biographie
Issue d'une famille amoureuse de la musique, Lorraine Desmarais, enfant, découvre le piano en reproduisant des mélodies entendues à la radio. Par la suite elle entame des études de musique et tout en perfectionnant la pratique de son instrument, elle accompagne divers artistes. Ses études sont couronnées par l'obtention d'un baccalauréat musique qu'elle complète d'une année à l'Université de Sherbrooke (Québec) en 1977. Elle poursuit ses études de piano à l'Université McGill à Montréal jusqu'en 1979 et perfectionne son art avec le pianiste américain Kenny Barron à New York en 1983 et 1984. C'est aussi en 1984 qu'elle commence réellement sa carrière de pianiste de jazz en recevant le prix du concours de jazz Yamaha au festival international de jazz de Montréal.[réf. nécessaire]
Elle enregistre son premier album en 1985 Trio Lorraine Desmarais qui obtient le prix Félix du meilleur album de jazz. En 1986 elle reçoit à Jacksonville le Great American Jazz Piano Competition. Dès 1985, elle écume les scènes de divers festivals en Asie, à Djakarta, puis à Zurich, Moscou, Cannes, jusqu'au FIJM de 1992 où elle se produit en duo avec Joanne Brackeen. L'année suivante elle entame une tournée canadienne avec différentes formations qu'elle clôt lors du FIJM-1994 qui célèbre ses dix ans de carrière. Cette même année sort son album Vision qui remporte le prix SOCAN, et elle joue pour la première fois au célèbre club The Blue Note de New York.[réf. souhaitée]
Parallèlement à sa carrière artistique, Lorraine enseigne le jazz, dès 1979 au collège de Saint-Laurent, puis, à partir de 1985, à l'université de Montréal.[réf. souhaitée]

## Prix et distinctions
- 2012 :  Membre de l'Ordre du Canada[1]
- 2016 : Prix Opus : Concert de l’année - région pour l’œuvre «Rimouski Jazz Suite»[2]

## Discographie
- 1985 : Trio Lorraine Desmarais, Jazzimage
- 1986 : Andiamo, Jazzimage
- 1987 : Pianissimo, Jazzimage
- 1994 : Vision, Select Records
- 1995 : Lorraine Desmarais, Select records
- 1999 : Bleu Silence, Select records
- 2002 : Love
- 2005 : Jazz pour Noël, Analekta
- 2007 : Live au Club Soda, Analekta
- 2009 : Big Band, Analekta
- 2012 : Couleurs de lune, Analekta
- 2016 : Danses, Danzas, Dances
- 2023: Street Beat Suite, Analekta

### Participation
- 1990 : Jim Corcoran - Entre tout et Moi, Audiogram records
- 1998 : Oliver Jones - Just in Time (compositions de Lorraine Desmarais), Justin Time Records
- 1999 : Sherrie Maricle (en) & Diva Jazz Orchestra - I Believe in You, Arbors Records
- 1999 : Five Play - On the Brink, Arbors records
- 2001 : Lise Daoust - Rhythm'n Flûte (inclus Sonate pour flûte et piano de Lorraine Desmarais), CBC Records

## Médias
Lorraine Desmarais a travaillé au support musical de films de cinéma et pour la télévision. Elle a présenté Lorraine Desmarais reçoit, une émission consacrée au jazz sur Radio Canada. Elle a aussi créé un concept de concert-conférence sur l'histoire du piano-jazz.